# تاداهيكو أويدا
تاداهيكو أويدا (باليابانية: 上田 忠彦) (مواليد 3 أغسطس 1947)، هو لاعب كرة قدم ياباني سابق كان يلعب كمهاجم. سبق له أن لعب مع منتخب اليابان.

## وصلات خارجية
- تاداهيكو أويدا على موقع ناشيونال فوتبول تيمز (الإنجليزية)

- National Football Teams
- Japan National Football Team Database